# Nyewood
Nyewood – osada w Anglii, w hrabstwie West Sussex, w dystrykcie Chichester. Leży 20 km na północ od miasta Chichester i 75 km na południowy zachód od Londynu. Miejscowość liczy 138 mieszkańców.